# Maximo Gomez lufthavnen
Maximo Gomez lufthavnen er en regional indenrigs lufthavn i Cuba. Den er placeret i Ciego de Ávila Provinsen tæt på byen af samme navn.
Den betjenes af Cubana, der herfra flyver til José Martí lufthavnen nær Havana.
Lufthavnen er opkaldt efter Máximo Gómez, der var general i Tiårskrigen (1868-1878) og Cubas militære chef under uafhængighedskrigen (1895-1898).